# Нью-Альбіон (Нью-Йорк)
Нью-Альбіон (англ. New Albion) — місто (англ. town) в США, в окрузі Каттарогус штату Нью-Йорк. Населення — 1981 особа (2020).

## Демографія
Згідно з переписом 2010 року, у місті мешкали 1972 особи в 796 домогосподарствах у складі 535 родин. Було 1013 помешкання
Расовий склад населення:
| - 97,9 % — білих - 0,9 % — корінних американців - 0,4 % — чорних або афроамериканців - 0,1 % — азіатів |

До двох чи більше рас належало 0,6 %. Частка іспаномовних становила 1,2 % від усіх жителів.
За віковим діапазоном населення розподілялося таким чином: 25,3 % — особи молодші 18 років, 58,3 % — особи у віці 18—64 років, 16,4 % — особи у віці 65 років та старші. Медіана віку мешканця становила 42,9 року. На 100 осіб жіночої статі у місті припадало 98,4 чоловіків;  на 100 жінок у віці від 18 років та старших — 95,8 чоловіків також старших 18 років.
Середній дохід на одне домашнє господарство  становив 50 633 долари США (медіана — 45 284), а середній дохід на одну сім'ю — 62 124 долари (медіана — 55 257). Медіана доходів становила 41 275 доларів для чоловіків та 37 813 долари для жінок. За межею бідності перебувало 13,8 % осіб, у тому числі 14,4 % дітей у віці до 18 років та 10,6 % осіб у віці 65 років та старших.
Цивільне працевлаштоване населення становило 815 осіб. Основні галузі зайнятості: освіта, охорона здоров'я та соціальна допомога — 22,6 %, виробництво — 13,9 %, мистецтво, розваги та відпочинок — 12,1 %.